# Ana, mon amour
Ana, mon amour este un film românesc din 2017 regizat de Călin Peter Netzer, adaptare cinematografică după romanul Luminița, mon amour de Cezar Paul-Bădescu. Rolurile principale sunt interpretate de actorii Diana Cavallioti și Mircea Postelnicu.

## Distribuție
- Diana Cavallioti — Ana
- Tania Popa — Mama Anei
- Mircea Postelnicu — Toma
- Carmen Tănase — Mama lui Toma
- Cătălina Moga — Asistenta din cort
- Florin Grigoraș — Profesorul
- Sorin Leota — Medic Urgență 1
- Augustin Pop — Redactor 2
- Constantin Dinulescu — Preotul Eftimie
- Elena Voineag — Secretara "Beau Monde"
- Alexandru Petrovici — Dirijor orchestră
- Vlad Ivanov — Preotul Adrian
- Andreea Coff — Vecina
- Mihai Grecescu — Chirurgul de la Urgență
- Eric Buza — Tudor la 2 ani
- Titus Popescu — Medic 2 Urgență
- Ioana Abur — Angajata 2 "Beau Monde"
- Ionuț Caras — Bogdan
- Andrei Huțuleac — Coleg 1
- Ana Maria Donose — Soprana
- Anghel Damian — Coleg 3
- Alex Bogdan — Coleg 2
- Amalia Ciolan — Îngrijitoare biserică
- Elvira Deatcu — Angajata 1 "Beau Monde"
- Vasile Muraru — Tatăl lui Toma
- Geanina Bont — Infirmiera Urgență
- Răzvan Vasilescu — Redactor șef "Beau Monde"
- Alex Pavel — Angajat "Pizza Hut"
- Meda Andreea Vctor — Redactor
- Evelina Andriea — Harpista
- Igor Caras-Romanov — Igor
- Iulia Lumânare — Ginecolog Simona
- Ioana Flora — Irina
- Rodrigo Cravo — Tudor la 5 luni
- Adrian Titieni — Psihanalistul
- Claudiu Istodor — Tatăl Anei
- Mihaela Ciuchea — Asistenta Ginecologie
- Marcu Alex — Tudor la 5 ani
- Irina Noapteș — Colega 4
- Viorel Comănici — Psihiatrul